# Hypochlorosis
Hypochlorosis là một chi bướm ngày thuộc họ Lycaenidae.

## Hình ảnh

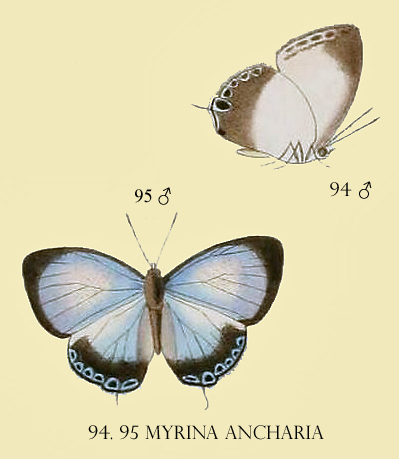
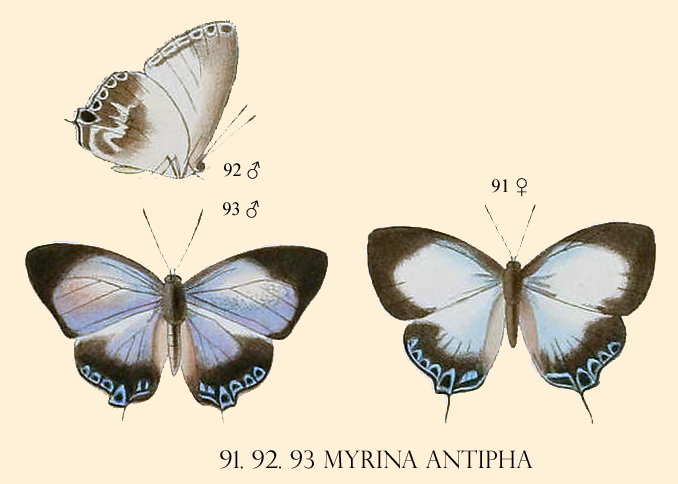
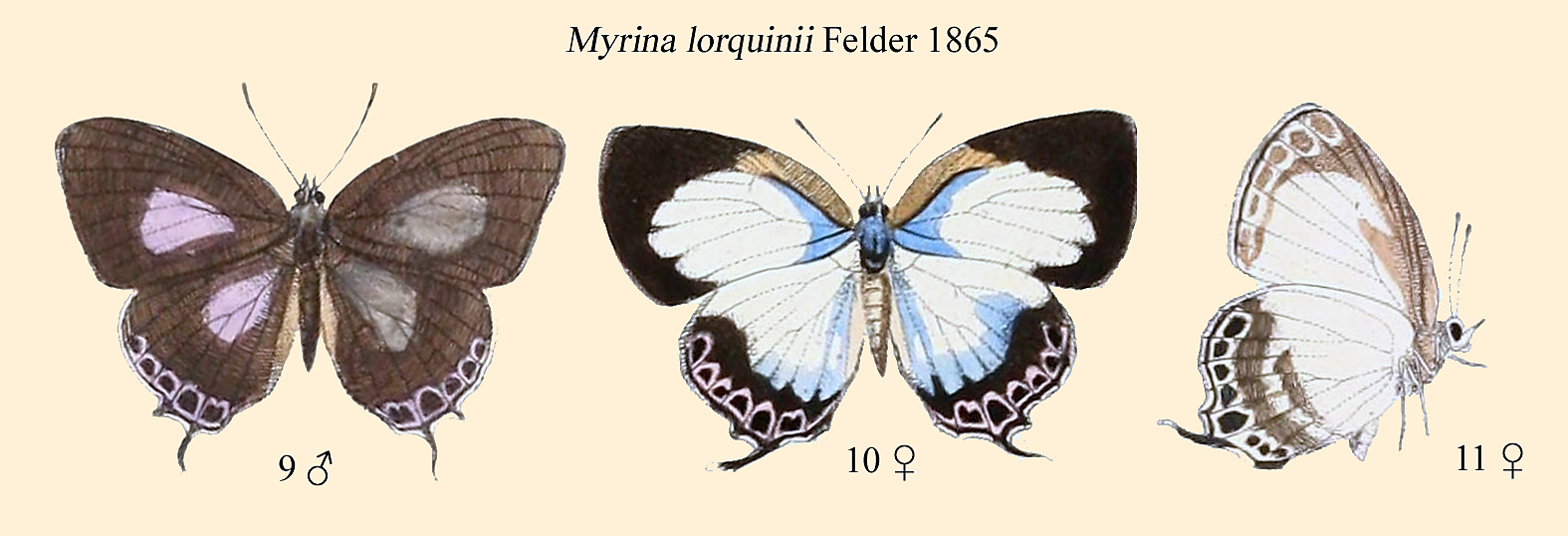
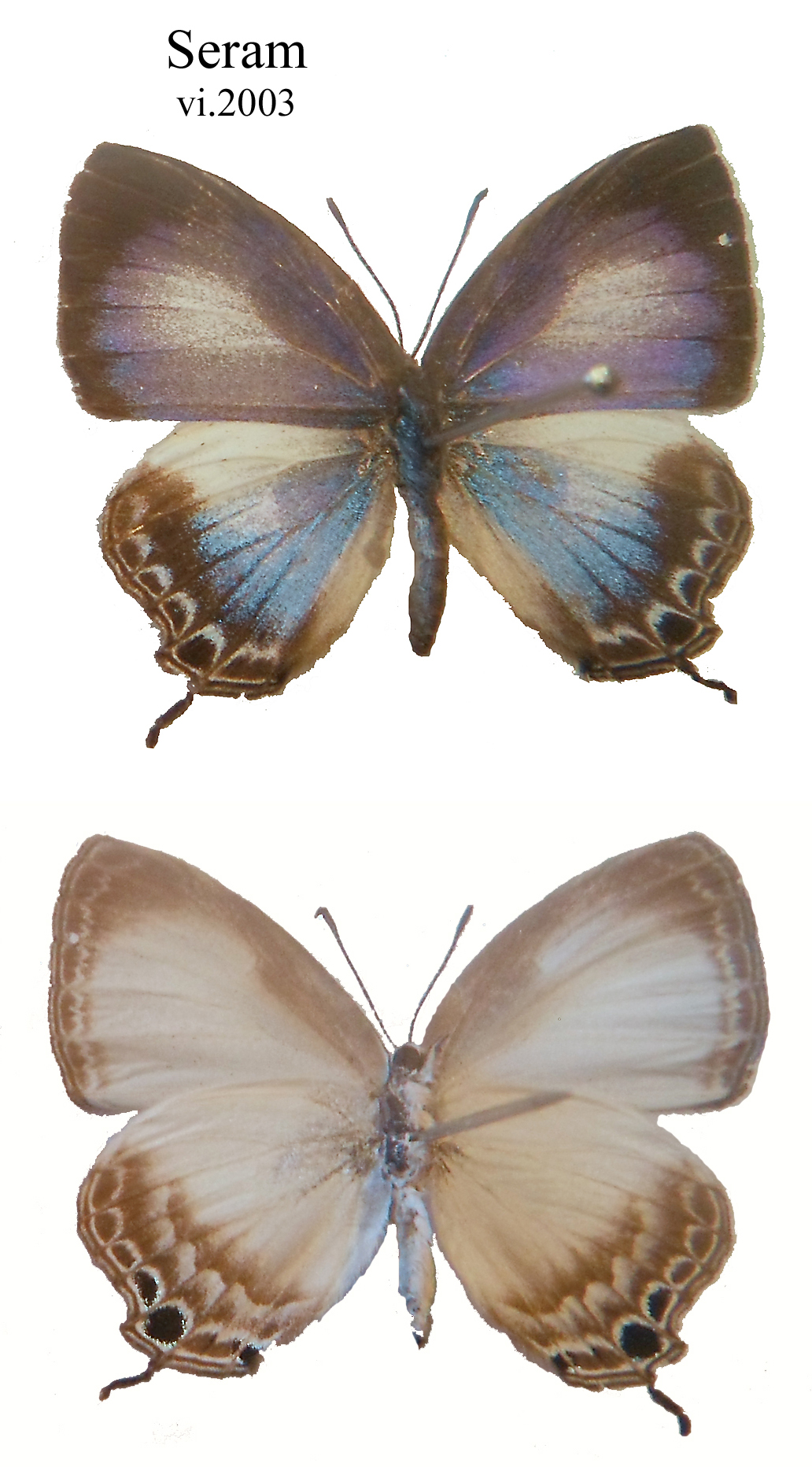